# 9007 James Bond
9007 James Bond este un asteroid din centura principală, descoperit pe 5 octombrie 1983, de Antonín Mrkos.